# ちきゅう
ちきゅうは、海洋研究開発機構（JAMSTEC）地球深部探査センター（CDEX）の地球深部探査船（掘削船）。運航・管理及び掘削業務は、当初はJAMSTECの自主運用、2006年からはシードリル社の協力の下でグローバルオーシャンディベロップメント(GODI)社が行ってきたが、2008年からは日本マントル・クエスト社によって行われている。
日本・米国が主導する統合国際深海掘削計画（IODP）において中心的な掘削任務を担当しており、巨大地震・津波の発生メカニズムの解明、地下に広がる生命圏の解明、地球環境変動の解明、そして、人類未踏のマントルへの到達という目標を掲げている。なお、船名の「ちきゅう」は一般公募で選ばれた。

## 来歴
海底は地上と比べて地殻が薄い（アイソスタシー）こともあり、掘削調査による地球物理学や海洋地質学の研究に適した場所とされている。1960年代初頭にアメリカ合衆国が着手したモホール計画を端緒として、60年代後半の深海掘削計画（DSDP：後に国際化してIPOD）、1985年からは国際深海掘削計画（ODP）といった掘削調査が順次に進められてきた。
1980年代後半、日本の科学技術庁は、21世紀の地球科学関連研究の飛躍的発展のために最も効果的な施策についての検討を行った。この際に、ODPによる貢献が非常に高く評価された。しかし、これらの諸掘削調査で用いられた掘削船は、DSDPでは「グローマー・チャレンジャー」、ODPでは「JOIDES・リゾリューション」と、いずれもライザーレス掘削にしか対応していないという技術的な限界を抱えていた。このことから、1989年に発表された報告書では、この限界を解決した新型の掘削船を開発し、国際協力のもとで研究を進める必要性が特記された。これを受けて、1990年、政府の科学技術会議は新しい深海掘削船を開発して深海掘削計画を強化することを答申し、同年より、JAMSTECにおいて新たな深海掘削システムの研究および技術開発が着手された。
1992年から1994年にかけて設計および要素技術の研究開発が行われ、ライザー掘削システムの導入を基本とした技術計画案が作成された。1995年からは全体システムに関する研究に移行し、本船設計と主要システム、概念設計などが取りまとめられた。そして1999年からは基本設計を開始。2000年3月には、三菱重工業が全体の取りまとめと掘削部分の開発、三井造船が船体部分を担当する建造契約が締結された。そして2001年度の政府予算原案の国会承認に伴って建造は正式に承認され、2001年4月25日に三井造船玉野事業所で起工された。これによって建造されたのが本船である。

## 設計
船型は凹甲板型とされ、船体の前方には大きな箱型の上部構造物が配された。上甲板上7層、下1層の甲板に船橋と居住区画が設けられているほか、上端には30人乗りの大型ヘリコプターにも対応できるヘリコプター甲板が設けられている。1本の掘削期間は6ヶ月を想定しており、このために乗組員は1ヶ月おきにヘリコプターで交代するほか、長期間の船上生活を求められる研究者に配慮して、居住区の大半が1人個室とされた（1人部屋が128室、2人部屋が11室）。また、外国人研究者に日本の文化に親しんでもらいながら円滑な意志疎通を図るためのレクリエーション施設として、茶室も設けられている。
船体中央部には、本船の外見上の特徴となるデリック（掘削やぐら）が配されている。高さは、海面上からでも約120メートル、船底からなら130メートルと、世界一である。なおこれは日本国内にあるあらゆる橋よりも高いため、入港できる港は制限されてしまっている。
主機関はディーゼル・エレクトリック方式を採用している。V型12気筒の三井12ADD30Vディーゼルエンジン（7,166 hp (5,344 kW) / 720 rpm）による主発電機（5,000 kW）6基と、V型6気筒の三井6ADD30Vディーセルエンジン（3,600 hp (2,700 kW) / 720 rpm）による補助発電機（2,500 kW）2基を備えている。このADD30Vディーセルエンジンは、国家的プロジェクトとして国内3メーカー（三井造船、川崎重工業、日立造船）が共同開発したもので、耐摩耗セラミック溶射のシリンダー（口径300mm・行程480mm）、ガス交換性に優れた一弁式給排気システムなどの最新技術が導入されている。
推進器としては、船首部にサイドスラスター1基とアジマススラスター3基、船尾部にアジマススラスター3基を備えている。全力航行時は6基、通常航行は5基（中央部1基を非使用とする）、出入港時は船尾部の2基（船底が後部で跳ね上がったバトック・フロー船型部に設置されている）のみを使用するものとされている。また定点保持が求められる掘削中には、これらは自動船位保持システム（DPS）によって自動制御され、水深1,000メートルでは半径15メートル以内、水深2,000メートルでは半径30メートル以内の精度で常時保持できるようになっている。これら推進器を制御することで、風速 3m/秒、波高 4.5m、潮流 1.5ノットの海況下においても掘削が可能である。

## 装備

### 掘削用設備
上記の経緯により、本船ではライザー掘削システムを備えている。これは石油プラットフォームなどによる海底油田の掘削では多用されてきたが、科学掘削船としては世界初の採用例となった。
従来の掘削船で用いられていたライザーレス掘削システムではドリル・パイプだけで掘り進んでいたのに対し、本船のライザー掘削システムでは、ドリル・パイプはライザーと呼ばれる中空のパイプの中を通っている。ライザーは掘削船から海底面まで達しており、そこから先はドリル・パイプだけで掘り進んでいくことになる。ドリル・パイプの先端からは比重が大きい泥水が噴出しており、掘削孔内の壁面圧力を調整するとともに、泥水のしっくい効果によって掘削孔の崩壊を防止できる。またライザーを通じて泥水や削りかすを回収する。
本船の場合、ライザーは内径533mm、1本の長さは27メートル、重量は約27トンである。水深2,500mでの掘削では、約90本をつなぐことになる。また、その内部に通じるドリル・パイプは直径140mm、長さ9.5メートルの高強度鋼管であり、先端部にはダイヤモンドなどの掘削刃がついたドリル・ビットが付けられている。地底下7,500メートルまで掘削する能力を備えている。これは世界最高の掘削能力であり、マントル物質や巨大地震発生域の試料を採取することができる。ライザーの先端部（海底面）には防噴装置（BOP）が取り付けられており、石油やガスが噴出した場合にも掘削孔内に留めることができる。

### 船上研究区画
船上では単に深海底掘削を行うだけではなく、掘削試料を用いた分析を行うための研究区画も備えられている。研究区画は居住区後方に配されており、上階から順に、試料の分割を行う「ラボ・ルーフデッキ」、一次的な分析を行う「コア・プロセッシングデッキ」、さらに高度な分析を行う「ラボ・ストリートデッキ」、それらを管理する「ラボ・マネージメントデッキ」の全4デッキに分かれており、総床面積は約2,300m2。掘削・採取されたコアから生じる有毒ガス（硫化水素や炭化水素）に対処するための安全措置が講じられており、陰圧管理とされている。
コアの分析のため、X線コンピュータ断層撮影（CT）装置を搭載するが、これは医療用と同じものである。またサンプルの地磁気測定のため、船舶では世界初となる磁気シールド・ルームを備えている。ケイ素鋼板やコバルト系アモルフェス鋼板などによる4層の磁気シールドが施されており、地球磁場の100分の1、3.5ミリガウス以下に保たれている。また、船体動揺などの加速度のために、船上でサンプルの正確な質量を測定するのは困難とされていたが、本船では質量原器との比較補正によって正確な質量測定を可能にする計量器を開発し、搭載している。

## 主要運用史
- 2001年4月25日 - 起工
- 2002年1月18日 - 進水式、船名決定。なお支綱の切断は紀宮清子内親王によって行われた[9]。
- 2003年4月22日 - 海上公式試運転
- 2004年12月3日 - 海上公式試運転
- 2005年7月29日 - 竣工
- 2006年
  - 8月から10月 - 下北半島東方沖掘削試験
  - 11月から2007年2月 - ケニア沖（水深約2,200 m、海底下約2,700 m）及び、オーストラリア北西沖（水深約500 m、海底下約3,700 mと水深約1,000 m、海底下約2,200 m）掘削。
- 2007年
  - 9月から2008年2月 - 統合国際深海掘削計画（IODP）による最初の研究航海となる「南海トラフ地震発生帯掘削計画」(ステージ1)を実施、8箇所でコアを採集。
- 2009年
  - 3月 - 日本マントル・クエスト株式会社に運用業務委託し運用開始。
  - 5月から7月、統合国際深海掘削計画（IODP）「南海トラフ地震発生帯掘削計画」（南海掘削（ステージ2）を実施、3箇所でコアを採集。
- 2010年
  - 7月から2011年1月、統合国際深海掘削計画（IODP）「南海トラフ地震発生帯掘削計画」（南海掘削（ステージ3）を実施、8月に紀伊半島沖熊野灘でケーシングパイプ、ウェルヘッドランニングツールの一部、ドリルパイプを海中脱落させ遺失。
- 2011年
  - 3月11日 - 展示のため寄港していた八戸港で東日本大震災に被災。沖への退避は間に合わず、見学中の小学生を乗せたまま、渦巻く港内において操船のみで大津波を乗り切る[10]。
- 2012年
  - 2012年2月12日から3月下旬、Non-IODP航海、第1回メタンハイドレート海洋産出試験事前掘削（石油天然ガス・金属鉱物資源機構）
  - 2012年10月3日から2013年1月13日、統合国際深海掘削計画（IODP）第338次研究航海「南海トラフ地震発生帯掘削計画」（南海掘削（ステージ3）を実施[11]。2012年11月18日 低気圧による悪天候によりライザーパイプ上部の機器を損傷し、11月27日 新宮港沖で資機材の交換を実施、24年度の当該作業は中断[12]。
- 2013年
  - 2013年4月14日から2013年7月22日、新潟県佐渡南西沖における「上越海丘」基礎試錐（JX日鉱日石開発株式会社）
  - 2013年9月13日から2014年1月31日、統合国際深海掘削計画（IODP）第348次研究航海 「南海トラフ地震発生帯掘削計画」ステージ3の実施[13][14]。
- 2014年
  - 3月26日から、下北半島東部における海上ボーリング調査の実施[15]。
  - 6月25日から、沖縄近海で「沖縄トラフ熱水性堆積物掘削」の実施について[16]。
- 2015年
  - 2月、インド共和国沿岸海域においてメタンハイドレート掘削調査[17]。
  - 8月、調査を終了して帰国[18]。
  - 9月 定期点検実施。
- 2016年
  - 1月16日 静岡県御前崎沖で実施していた定期検査工事完了後の動作確認試験中に、定期検査において換装した掘削制御システムの動作確認中に、御前崎沖南南東約51.8km付近（水深約3,600m）で海底掘削用のドリルパイプが破断し海中落下させ、ドリルパイプを遺失した[19][20]。
- 2018年
  - 10月10日、紀伊半島沖のユーラシアプレート・フィリピン海プレート境界掘削調査のため清水港（静岡県）を出航した[21]。
- 2019年
  - 2月8日、海洋研究開発機構は巨大地震を引き起こす紀伊半島沖のユーラシアプレート・フィリピン海プレート境界断層への到達を断念したことを明らかにした[22]。
  - 4月1日、清水港（静岡県）に帰港した[23]。

### 主な成果
- 2011年 南海トラフ地震発生帯掘削計画ステージ1の成果として、採集したコアから津波断層の活動痕を初めて発見[24]し、1944年東南海地震の津波断層を特定[25]した。また、過去の東南海地震の活動歴として、C004コアから従来知られていなかった紀元前約1500年±34年と、約10600年前の痕跡を発見した。
- 2012年4月27日に海洋研究開発機構は、東日本大震災の発生メカニズムを調査する目的で海底の掘削をしていた「ちきゅう」のドリルが海面からの深さ7740メートル（水深6,883.5m ＋ 海底下856.5m）に到達して、世界記録を更新したと発表した[26]。
- 2012年7月16日 水深6,897.5mより海底下854.81mに到る孔内に温度計を設置した。プレート境界断層の摩擦熱の長期変化を観測目的としている[27]。
- 2012年7月26日からの統合国際深海掘削計画（IODP）第337次研究航海「下北八戸沖石炭層生命圏掘削」において、9月6日に海底下からの掘削深度2111mを超え、9月9日に海底下からの掘削深度2466m海洋科学掘削の世界最深度記録を更新した[28]。
- 2013年3月12日に愛知県、三重県沖80kmの地点においてメタンハイドレートからの天然ガス産出に成功した。海底からのメタンハイドレート由来の天然ガス産出は世界で初めてである。プロジェクトは経済産業省からの委託を受けた石油天然ガス・金属鉱物資源機構が実施し、深さ1000メートルの海底を300メートル掘削してメタンを回収した[29]。
- 紀伊半島（和歌山県新宮市）沖の海底掘削で2018年12月、科学掘削の世界最深記録を更新（海底下3262.5m、従来は3058.5m）したとJAMSTECが2019年1月15日に発表。ただし穴が崩れたため、その後は別の場所を掘り進めている[30]。

### その他
- 2005年秋から下北半島東方沖と駿河湾沖で掘削試験航海を行ったあと、2007年9月21日からIODPでの最初のミッションとして、東南海地震発生域において南海トラフ地震発生帯掘削計画（南海掘削）を開始した。
- 映画『日本沈没』(2006)の撮影に本船が協力した。
- 2008年3月、同船のスクリュー6基のうち3基について、歯車に損傷があるのが見つかり、翌2009年2月まで稼動できない状況となった。海洋研究開発機構は、製造元である三菱重工業・三井造船・川崎重工業の3社を相手取り計約30億3000万円の損害賠償を求めて東京地裁に訴訟を提起。2012年10月4日付で、3社が同機構に対し和解金計約1億7500万円を支払うことで同地裁で和解が成立した[31]。
- 2009年5月中旬からは南海掘削について、熊野灘周辺での本格的な科学掘削を再開したが、同年11月、掘削プロジェクトが行政刷新会議による事業仕分けの俎上にあがり、次年度以降の継続が不透明な状況となった。
- 2011年3月11日には下北八戸沖の海底探査のために八戸港に停留していた際に東北地方太平洋沖地震に遭遇し、津波の被害を避ける為に一時沖合に待避した。この時、見学の為乗船していた八戸市立中居林小学校の生徒・教師は船内で一夜を過ごし、翌12日、海上自衛隊のヘリコプターにより下船した[32]。
- 2012年7月25日、八戸港に入港していた際に、油圧パイプが外れ、積んでいた油約300リットルが甲板上に漏出した上、うち約15リットルが回収中の降雨の影響で海に流れ出るトラブルがあった[33]。
- 2018年4月、海洋研究開発機構とゲーム『スプラトゥーン2』とのコラボ企画の一環で、同船がゲーム内ステージ「マンタマリア号」のマップ外のオブジェクトとして登場した[34][35]。また、同じく海洋研究開発機構と『スプラトゥーン2』のコラボ企画で2018年4月21日15:00〜22日15:00に行われたフェス『どっちにロマンを感じる？ 未知の生物 vs 先進の技術』では、「先進の技術」チームのイラストに同船がしんかい6500とともに描かれている[36][37]。2019年7月18日に開催されたファイナルフェス『SPRATOCARIPS（混沌 vs 秩序）』でも、同フェス限定ステージのミステリーゾーン「DEAR SENPAI」に同船がマップ外オブジェクトとして登場した[38]。